# Schaum’s Outlines
Schaum’s Outlines sind eine ursprünglich US-amerikanische als Ergänzung zu Lehrbüchern (Übungssammlung, Testvorbereitung, Repetitorium) gedachte Buchreihe für Schule und Universität oder Selbststudium aus dem McGraw-Hill Verlag (McGraw Hill Education). Sie behandeln die unterschiedlichsten Themen und zeichnen sich durch graphische Aufbereitung, übersichtliche Zusammenstellungen, zahlreiche Beispiele und Übungsaufgaben mit Lösungen aus.
Sie wurden in den 1930er Jahren von dem aus Osteuropa eingewanderten Daniel Schaum (1913–2008) in New York City gegründet und bei Schaum Publishing verlegt. 1967 wurden sie von McGraw-Hill übernommen.
In den USA  werden sie auch wegen ihrer Preisgünstigkeit gern zum Beispiel an Community Colleges verwendet und sind dort weit verbreitet. Die Bände werden laufend aktualisiert und neuen Anforderungen im Unterricht angepasst.
Sie gibt es zu den unterschiedlichsten Themen von der Mathematik, Physik, Chemie, Ingenieurwesen, Sprachen (Grammatik, Vokabular), Informatik, Finanzwesen und Buchhaltung, Medizin, Informatik. Autoren vieler der Outlines im mathematischen Bereich waren Murray R. Spiegel, Frank Ayres Jr. und Seymour Lipschutz.
Früher war im Titel Schaum’s Outline of Theory and Problems of.., später nur noch Schaum’s Outlines. Es gab auch früher deutsche Übersetzungen der Reihe.
Kürzere Zusammenfassungen der teilweise ziemlich umfangreichen Outline-Bände gibt der Verlag in der Reihe Easy Outlines heraus.
Konkurrenten sind zum Beispiel Barron's Educational Series, die seit 1939 bestehen und Reihen wie Made Easy oder 1001 Pitfalls haben. Ebenfalls bei McGraw Hill gibt es die Demystified Reihe.